# Espiner rovellat
L'espiner rovellat (Phacellodomus ferrugineigula) és una espècie d'ocell de la família dels furnàrids (Furnariidae) que habita als boscos de les terres baixes costaneres del sud-est del Brasil, nord d'Uruguai i nord-est de l'Argentina.
Considerada coespecífica de l'espiner gorja-roig (P. erythrophthalmus), avui es consideren espècies diferents.